# Rainha (marca)
A Rainha é uma empresa de produtos esportivos com foco no desenvolvimento de produtos para a prática de atividade física. A marca foi criada em 1934 e tem sede em São Paulo. Pertence a holding BR Sports, que integra o Grupo Sforza, liderado pelo empresário Carlos Wizard Martins.

## Histórico
- 1934 - Rainha nasce pelas mãos do fabricante Saad&Cia.
- 1978 - A Alpargatas compra a Rainha.
- Início da década de 1980 - A marca lança seus modelos Mont Car, Iate, Bullit e VL 2500. Rainha deixa de ser apenas artigo de elite e passa a ser uma marca de grandes volumes e escolhe o esporte como plataforma. É a primeira marca esportiva a fechar contrato de patrocínio com uma equipe: a Pirelli.
- 1983 - Patrocina o O Grande Desafio de Vôlei – Brasil X URSS, amistoso entre Brasil X URSS, no Maracanã.
- Final da década de 1980 - A marca desenvolve o tênis Rainha System.
- Década de 1990 - Lançamento do primeiro tênis de sola translúcida, o Rainha System 2, e o primeiro tênis com sistema de pisada: Rainha System Interaction. A década de 90 foi marcada por uma série de lançamentos que levaram a Rainha a ser eleita pela 10° vez “Top of Mind” da categoria tênis.
- 2015 - Promove campanha de marketing “A vida é o nosso esporte”. Passa a pertencer a holding BR Sports, que integra o Grupo Sforza, liderado pelo empresário Carlos Wizard Martins.
- 2016 - Lança o e-commerce próprio.